# سوئیندیک
سوئیندیک (قزاقی: Сүйіндік) یک منطقه مسکونی در قزاقستان است که در استان آتیرائو واقع شده‌است.